# ماركوس كول
ماركوس كول (بالإسبانية: Marco Coll)‏ (23 أغسطس 1935 في كولومبيا - 5 يونيو 2017 في كولومبيا) هو مدرب كرة قدم ولاعب كرة قدم كولومبي في مركز الوسط، شارك في كأس العالم 1962. وشارك مع منتخب كولومبيا لكرة القدم. أما مع النوادي، فقد لعب مع أتلتيكو جونيور وأمريكا دي كالي وإنديبندينتي ميديلين وريفر بليت وديبورتيس توليما و وأتليتيكو بوكارامانغا.

## وصلات خارجية
- ماركوس كول على موقع قاعدة بيانات كرة القدم.إي يو (الإنجليزية)
- ماركوس كول على موقع ناشيونال فوتبول تيمز (الإنجليزية)
- ماركوس كول على موقع عالم كرة القدم.نت (الإنجليزية)